# Marina Dmitrović
Marina Dmitrović (n. 3 martie 1985, în Belgrad, RSF Iugoslavia) este o handbalistă sârbă care joacă pentru clubul românesc CS Măgura Cisnădie. Anterior ea a jucat pentru HC Dunărea Brăila. Dmitrović, care evoluează pe postul de intermediar dreapta, a făcut parte și din echipa națională a Serbiei care a câștigat medalia de argint la Campionatul Mondial din 2013.

## Palmares
Club
- Liga Campionilor EHF:
  - Semifinalistă: 2014
  - Calificări: 2010

- Cupa Cupelor EHF:
  - Turul 3: 2004, 2007
  - Turul 2: 2012

- Liga Europeană:
  - Sfertfinalistă: 2021
  - Grupe: 2022

- Cupa EHF:
  - Optimi de finală: 2006, 2013
  - Turul 3: 2010, 2015
  - Turul 3: 2017

- Cupa Challenge EHF:
  - Sfert-finalistă: 2009, 2011
  - Optimi de finală: 2008

- Superliga Turcă:
  -  Câștigătoare: 2015

- Cupa Turciei:
  -  Câștigătoare: 2015

- Campionatul Macedoniei:
  -  Câștigătoare: 2013, 2014

- Campionatul Serbiei:
  -  Câștigătoare: 2009
  -  Medalie de argint: 2011, 2012

- Cupa Serbiei:
  -  Câștigătoare: 2007
  -  Finalistă: 2006, 2011
  - Semifinalistă: 2010, 2012

Echipa națională
- Campionatul Mondial:
  -  Medalie de argint: 2013

## Statistică goluri și pase de gol
Conform Federației Române de Handbal, Federației Europene de Handbal și Federației Internaționale de Handbal:
| Sezon                                     | Echipă | Goluri |
| ----------------------------------------- | ------ | ------ |
|                                           |        |        |
| 2015-16                                   |        |        |
| CSM Ploiești                              | 177    |        |
|                                           |        |        |
| 2016-17                                   |        |        |
| CSM Ploiești (până pe 17 septembrie 2016) | 6      |        |
|                                           |        |        |
| 2018-19                                   |        |        |
| Corona Brașov                             | 88     |        |
|                                           |        |        |
| 2019-20                                   |        |        |
| HC Dunărea Brăila                         | 87     |        |
|                                           |        |        |
| 2020-21                                   |        |        |
| HC Dunărea Brăila                         | 127    |        |
|                                           |        |        |
| 2021-22                                   |        |        |
| CS Măgura Cisnădie                        | 42     |        |

| Sezon              | Echipă | Goluri |
| ------------------ | ------ | ------ |
|                    |        |        |
| 2015-16            |        |        |
| CSM Ploiești       | 7      |        |
|                    |        |        |
| 2018-19            |        |        |
| Corona Brașov      | 2      |        |
|                    |        |        |
| 2019-20            |        |        |
| HC Dunărea Brăila  | 6      |        |
|                    |        |        |
| 2020-21            |        |        |
| CS Măgura Cisnădie | 10     |        |
|                    |        |        |
| 2021-22            |        |        |
| CS Măgura Cisnădie | 1      |        |

| Ediția                     | Echipă | Goluri | Pase de gol |
| -------------------------- | ------ | ------ | ----------- |
|                            |        |        |             |
| Suedia 2006                |        |        |             |
| Serbia                     | 7      | 4      |             |
| Macedonia 2008             |        |        |             |
| Serbia                     | 2      | 1      |             |
|                            |        |        |             |
| Danemarca și Norvegia 2010 |        |        |             |
| Serbia                     | 2      | 1      |             |
|                            |        |        |             |
| Serbia 2012                |        |        |             |
| Serbia                     | 9      | 3      |             |
|                            |        |        |             |
| Suedia 2016                |        |        |             |
| Serbia                     | 15     | 6      |             |
|                            |        |        |             |
| Franța 2018                |        |        |             |
| Serbia                     | 1      | 1      |             |

| Ediția        | Echipă | Goluri | Pase de gol |
| ------------- | ------ | ------ | ----------- |
|               |        |        |             |
| Sebia 2013    |        |        |             |
| Serbia        | -      | -      |             |
|               |        |        |             |
| Germania 2017 |        |        |             |
| Serbia        | 13     | 6      |             |

| Sezon                           | Echipă | Goluri |
| ------------------------------- | ------ | ------ |
|                                 |        |        |
| 2009-10                         |        |        |
| ORK Vrnjačka Banja (Calificări) | 7      |        |
|                                 |        |        |
| 2013-14                         |        |        |
| ŽRK Vardar SCBT                 | 14     |        |

| Sezon                            | Echipă | Goluri |
| -------------------------------- | ------ | ------ |
|                                  |        |        |
| 2003-04                          |        |        |
| Jugopetrol Radnički Beograd      | -      |        |
|                                  |        |        |
| 2006-07                          |        |        |
| RK Lasta Radnički Petrol Beograd | 18     |        |
|                                  |        |        |
| 2011-12                          |        |        |
| ŽORK Jagodina                    | 14     |        |

| Sezon              | Echipă | Goluri |
| ------------------ | ------ | ------ |
|                    |        |        |
| 2020-21            |        |        |
| HC Dunărea Brăila  | 54     |        |
|                    |        |        |
| 2021-22            |        |        |
| CS Măgura Cisnădie | 19     |        |

| Sezon                  | Echipă | Goluri |
| ---------------------- | ------ | ------ |
|                        |        |        |
| 2005-06                |        |        |
| RK Lasta Beograd       | 7      |        |
|                        |        |        |
| 2019-10                |        |        |
| ORK Vrnjačka Banja     | 17     |        |
|                        |        |        |
| 2012-13                |        |        |
| ŽRK Vardar SCBT        | 11     |        |
|                        |        |        |
| 2014-15                |        |        |
| Ankara Yenimahalle BSK | 18     |        |
|                        |        |        |
| 2016-17                |        |        |
| CSM Ploiești           | 12     |        |

| Sezon                            | Echipă | Goluri |
| -------------------------------- | ------ | ------ |
|                                  |        |        |
| 2007-08                          |        |        |
| RK Lasta Radnički Petrol Beograd | 28     |        |
|                                  |        |        |
| 2008-09                          |        |        |
| ORK Vrnjačka Banja               | 20     |        |
|                                  |        |        |
| 2010-11                          |        |        |
| ŽORK Jagodina                    | 34     |        |